# Hidrografía de Galicia
La hidrografía de Galicia se estructura en dos vertientes, la atlántica y la cantábrica.
Los ríos gallegos presentan caudales elevados y regulares debido a la abundancia y regularidad de las precipitaciones, y debido a las características de la costa presentan grandes rías en su desembocadura.
Dos ríos constituyen fronteras administrativas que se reparten la propiedad de sus vertientes: la margen derecha del Eo hace frontera con Asturias y la izquierda del bajo Miño con Portugal. En conjunto todos los ríos son de régimen pluvial oceánico: abundante caudal, regularidad, crecidas invernales y sólo pequeños estiajes. Algunos de los que nacen en las montañas orientales participan de un régimen pluvionival oceánico.

## Vertiente atlántica
Sus ríos son los más largos; de todos ellos el principal es el Miño, que nace en la meseta de Lugo y discurre en dirección suroeste hasta su desembocadura en el océano Atlántico al sur de La Guardia. A pesar de su reducida longitud (340 km) y de la escasa superficie de la cuenca (17.757 km²), es un río muy caudaloso. De hecho, su caudal relativo (340 m³/s en Tuy) es el más elevado de España. El Miño riega las ciudades de Lugo, Orense, Ribadavia y Tuy, en su curso bajo forma frontera con Portugal. Sus aguas son represadas en varios embalses (Peares, Frieira), por lo general de gran longitud y escasa anchura, dadas las características de su valle. 
El principal afluente del Miño es el Sil, que nace en León y discurre a caballo entre las provincias de Lugo y Orense. Afluente destacado del Sil es el Cabe, que pasa por Monforte de Lemos.
Mientras el sistema Miño-Sil riega el sector centro-oriental de Galicia, otros ríos significativos, como el Tambre, el Ulla y el Lérez, en cuyas desembocaduras se abren las grandes rías de Muros y Noya, Arosa y Pontevedra, riegan el sector occidental de la comunidad.
Otro de los ríos de la fachada atlántica es el río Eume (77 km), que transcurre por el parque natural de las fragas del eume, siendo el mejor bosque atlántico conservado de Europa.

## Vertiente cantábrica
Son ríos cortos y torrenciales. Son cortos caudalosos

## Otras cuencas
Dos cuencas periféricas afluyen a otros ámbitos regionales: la cuenca alta del río Navia y los afluyentes orensanos del Duero o del Limia. Por otra parte el Sil recibe en su cabecera los aportes del Bierzo leonés.

## Rías
Se clasifican en tres grupos, según su ubicación geográfica:
- Rías Altas, situadas al norte: Vivero, Barqueiro, Santa Marta de Ortigueira y Cedeira.
- Rías Centrales, al noroeste: Corme y Lage, Camariñas y Corcubión.
- Rías Bajas, en el oeste: Muros y Noya, Arosa, Pontevedra y Vigo.